# Мітпекінг (Мангеттен)
Мітпекінг (англ. Meatpacking дослівно «М'ясорозробний район») — нейборгуд Манхеттена в боро Нью-Йорка, який простягається з заходу 14-ї вулиці на південь до Гансеворт-стріт і від річки Гудзон на схід до Хадсон-стріт. Діловий район Мітпекінг разом із вивісками в цьому районі розширюють ці кордони далі на північ і даді на захід 17-ї вулиці, на схід до Восьмої авеню та на південь до вулиці Гораціо. 

## Історія

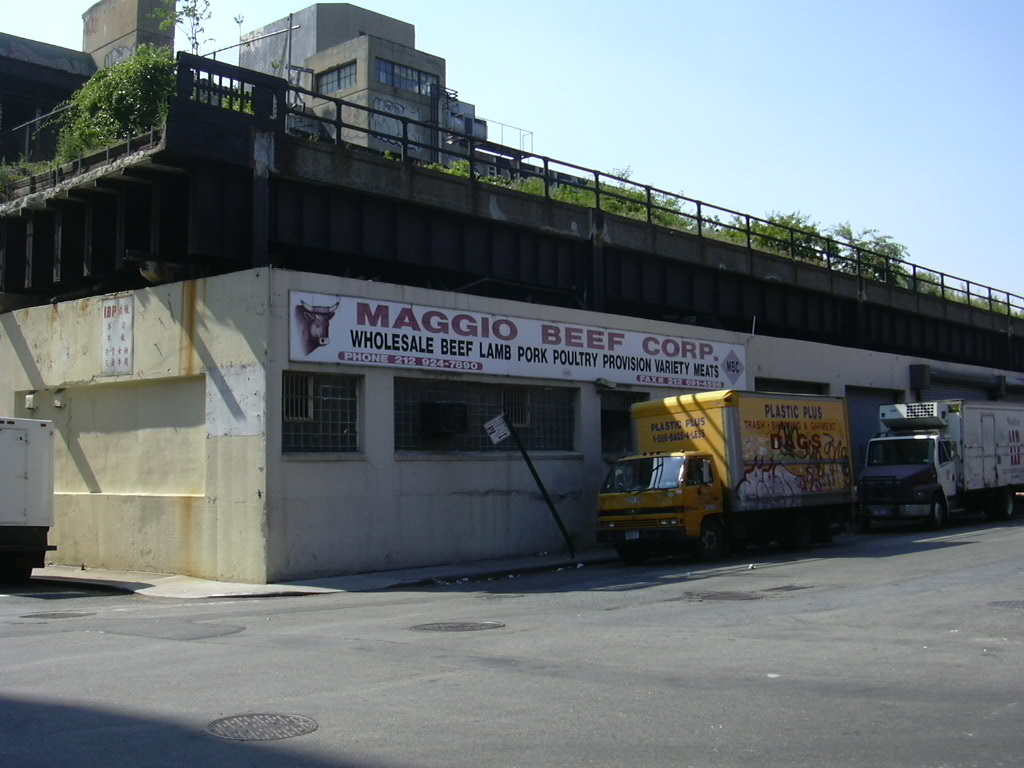
Одна з нечисленних скотобоєн, що залишилися у кварталі

Торгова станція Ленапе під назвою Сапоханікан була на березі річки, яка, враховуючи сміттєзвалище, була розташована приблизно там, де сьогодні Гансеворт-стріт зустрічається з Вашингтон-стріт. Пішохідна доріжка, що вела від Сапоханікана вглиб країни на схід, стала основою для Гансеворт-стріт, яка випадково чи за задумом вирівнюється в межах одного градуса, так що виникає феномен Мангеттенхендж, коли призахідне сонце перетинає горизонт, дивлячись на вулицю, на весняне та осіннє рівнодення. На знак визнання цієї історії було подано петиції про те, щоб назвати парк на 14-й вулиці «Парк Сапхоханікан», хоча, офіційного визнання не було дано.